# Damernas turnering i volleyboll vid asiatiska spelen
Asiatiska spelen har innehållit en turnering i volleyboll för damer sedan 1962. Tävlingen organiseras av Asiens olympiska råd och hålls precis som resten av spelen vart fjärde år under hösten (med spelen 2022 uppskjutet till 2023).

## Upplagor
| Säsong               | Säsong                          | Podium   | Podium   | Podium     |
| År                   | Spelplats                       | Guld     | Silver   | Brons      |
| -------------------- | ------------------------------- | -------- | -------- | ---------- |
| 1962 mer information | Jakarta                         | Japan    | Sydkorea | Indonesien |
| 1966 mer information | Thammasatuniversitetet          | Japan    | Sydkorea | Iran       |
| 1970 mer information | Bangkok                         | Japan    | Sydkorea | Kambodja   |
| 1974 mer information | Teheran                         | Japan    | Sydkorea | Kina       |
| 1978 mer information | Bangkok                         | Japan    | Kina     | Sydkorea   |
| 1982 mer information | New Delhi                       | Kina     | Japan    | Sydkorea   |
| 1986 mer information | Seoul                           | Kina     | Japan    | Sydkorea   |
| 1990 mer information | Peking                          | Kina     | Sydkorea | Japan      |
| 1994 mer information | Hiroshima Green Arena           | Sydkorea | Kina     | Japan      |
| 1998 mer information | Muang Thong Thanis sportkomplex | Kina     | Sydkorea | Japan      |
| 2002 mer information | Busan                           | Kina     | Sydkorea | Japan      |
| 2006 mer information | Doha                            | Kina     | Japan    | Taiwan     |
| 2010 mer information | Guangzhou                       | Kina     | Sydkorea | Kazakstan  |
| 2014 mer information | Incheon och Ansan               | Sydkorea | Kina     | Thailand   |
| 2018 mer information | Gelora Bung Karno               | Kina     | Thailand | Sydkorea   |
| 2023 mer information | Hangzhou                        | Kina     | Japan    | Thailand   |

### Medaljörer
| Pos. | Lag        | Guld | Silver | Brons |
| ---- | ---------- | ---- | ------ | ----- |
| 1    | Kina       | 9    | 3      | 1     |
| 2    | Japan      | 5    | 4      | 4     |
| 3    | Sydkorea   | 2    | 8      | 4     |
| 4    | Thailand   | -    | 1      | 2     |
| 5    | Indonesien | -    | -      | 1     |
|      | Iran       | -    | -      | 1     |
|      | Kambodja   | -    | -      | 1     |
|      | Kazakstan  | -    | -      | 1     |
|      | Taiwan     | -    | -      | 1     |